# Championnat du Liberia de football 1999-2001
Navigation
Edition 1993 Edition 2005
La saison 1999-2001 du Championnat du Liberia de football est la 30e édition du championnat de première division liberien. Les dix-huit clubs engagés sont répartis en deux groupes de neuf et s'affrontent à deux reprises. Les cinq premiers de chaque groupe se qualifient pour la poule finale, où les dix clubs ne s'affrontent qu'une seule fois.
C'est le club de Mighty Barrolle qui remporte la compétition cette saison après avoir terminé en tête du classement final, avec un seul point d'avance sur LPRC Oilers et deux sur le tenant du titre, Invincible Eleven. C'est le dixième titre de champion du Liberia de l'histoire du club.
Cette édition est particulière puisqu'elle dure presque deux ans au lieu d'un seul.

## Participants
- Black Stars FC
- Coca-Cola Marine FC
- Survivors FC
- Saint-Anthony FC
- LPRC Oilers
- MC Breweries
- Olympic FC
- Invincible Eleven
- Fulani FC
- NPA Anchors
- BUSA FC
- Exodus FC
- Young Barcelona FC
- Mighty Barrolle
- Junior Professionnals
- Mark Professionnals
- EU Liberia United
- Defence Invaders FC

## Compétition
Le classement est établi sur le barème de points classique (victoire à 3 points, match nul à 1, défaite à 0). Pour départager les égalités, on tient d'abord compte de la différence de buts générale, puis du nombre de buts marqués, puis des confrontations directes.

### Première phase
| Rang | Équipe               | Pts | J  | G  | N | P | Bp | Bc | Diff |
| ---- | -------------------- | --- | -- | -- | - | - | -- | -- | ---- |
| 1    | Invincible ElevenT   | 35  | 16 | 10 | 5 | 1 | 25 | 9  | +16  |
| 2    | Mark Professionals   | 29  | 14 | 9  | 2 | 3 | 22 | 10 | +12  |
| 3    | LPRC Oilers          | 27  | 16 | 7  | 6 | 3 | 18 | 11 | +7   |
| 4    | EU Liberia United    | 23  | 15 | 6  | 5 | 4 | 16 | 15 | +1   |
| 5    | Black Stars FC       | 20  | 16 | 5  | 5 | 6 | 10 | 13 | -3   |
| 6    | MC Breweries         | 18  | 15 | 5  | 3 | 7 | 15 | 16 | -1   |
| 7    | Olympic FC           | 15  | 15 | 4  | 3 | 8 | 12 | 11 | +1   |
| 8    | Defence Invaders FC  | 9   | 15 | 1  | 6 | 8 | 11 | 23 | -12  |
| 9    | Coca-Cola Marines FC | 9   | 14 | 2  | 3 | 9 | 7  | 19 | -12  |

| Rang | Équipe                | Pts | J  | G  | N | P  | Bp | Bc | Diff |
| ---- | --------------------- | --- | -- | -- | - | -- | -- | -- | ---- |
| 1    | Mighty Barrolle       | 33  | 16 | 9  | 6 | 1  | 24 | 17 | +7   |
| 2    | St Anthony FC         | 32  | 16 | 10 | 2 | 4  | 33 | 15 | +18  |
| 3    | BUSA FC               | 31  | 16 | 9  | 4 | 3  | 25 | 13 | +12  |
| 4    | Exodus FC             | 23  | 16 | 7  | 2 | 7  | 24 | 24 | 0    |
| 5    | Young Barcelona FC    | 22  | 16 | 5  | 7 | 4  | 14 | 15 | -1   |
| 6    | Junior Professionnals | 21  | 16 | 4  | 9 | 3  | 18 | 14 | +4   |
| 7    | NPA Anchors           | 16  | 16 | 3  | 7 | 6  | 23 | 22 | +1   |
| 8    | Survivors FC          | 9   | 16 | 2  | 3 | 11 | 5  | 26 | -21  |
| 9    | Fulani FC             | 9   | 16 | 2  | 3 | 11 | 11 | 42 | -31  |

#### Classement
| Rang | Équipe                 | Pts | J | G | N | P | Bp | Bc | Diff |
| ---- | ---------------------- | --- | - | - | - | - | -- | -- | ---- |
| 1    | Mighty Barrolle        | 20  | 9 | 6 | 2 | 1 | 11 | 3  | +8   |
| 2    | LPRC OilersC           | 19  | 9 | 6 | 1 | 2 | 12 | 4  | +8   |
| 3    | Invincible ElevenT     | 18  | 9 | 5 | 3 | 1 | 21 | 10 | +11  |
| 4    | St Anthony FC          | 15  | 9 | 4 | 3 | 2 | 15 | 6  | +9   |
| 5    | Mark Professionnals FC | 15  | 9 | 4 | 3 | 2 | 9  | 7  | +2   |
| 6    | BUSA FC                | 12  | 9 | 3 | 3 | 3 | 10 | 12 | -2   |
| 7    | Young Barcelona FC     | 5   | 9 | 2 | 1 | 6 | 11 | 17 | -6   |
| 8    | Exodus FC -3           | 5   | 9 | 2 | 2 | 5 | 12 | 17 | -5   |
| 9    | EU Liberia United      | 5   | 9 | 1 | 2 | 6 | 6  | 18 | -12  |
| 10   | Black Stars FC         | 4   | 9 | 0 | 4 | 5 | 5  | 18 | -13  |

|  | Champion du Liberia 2001                                 |
|  | Relégation directe en deuxième division                  |
|  | T : Tenant du titre C : Vainqueur de la Coupe du Liberia |

## Bilan de la saison
| Championnat du Liberia de football 1999-2001                        |                             |
| Champion                                                            | Mighty Barrolle (10e titre) |
| Coupes et trophées                                                  |                             |
| Vainqueur de la Coupe du Liberia 1999-2001                          | LPRC Oilers                 |
| Qualifications continentales                                        |                             |
| Ligue des champions de la CAF 2002                                  | Aucun                       |
| Coupe des Coupes 2002                                               | Aucun                       |
| Coupe de la CAF 2002                                                | Aucun                       |
| Promotions et relégations                                           |                             |
| Promus en First Division                                            | Alliance FC                 |
| Promus en First Division                                            | ROZA FC                     |
| Relégués en Championnat du Liberia de football de deuxième division | Fulani FC                   |
| Relégués en Championnat du Liberia de football de deuxième division | Coca-Cola Marines FC        |